# Seznam kulturních památek v Poleni
Tento seznam nemovitých kulturních památek v obci Poleň v okrese Klatovy vychází z  Ústředního seznamu kulturních památek ČR, který na základě zákona č. 20/1987 Sb., o státní památkové péči, vede Národní památkový ústav jako ústřední organizace státní památkové péče. Údaje jsou průběžně upřesňovány, přesto mohou obsahovat i řadu věcných a formálních chyb a nepřesností či být neaktuální. 
Pokud byly některé části dotčeného území vyčleněny do samostatných seznamů, měly by být odkazy na tyto dílčí seznamy uvedeny v úvodu tohoto seznamu nebo v úvodu příslušné sekce seznamu.

## Poleň
|  |  | Hledat fotografie a kategorie ve Wikimedia Commons podle rejstříkového čísla památky | Nahrát snímek k tomuto tématu do úložiště Wikimedia Commons |  |

|  | Kategorie „All Saints church (Poleň) “ na Wikimedia Commons | Hledat fotografie a kategorie ve Wikimedia Commons podle rejstříkového čísla památky | Nahrát snímek k tomuto tématu do úložiště Wikimedia Commons |  |

|  | Kategorie „Rectory in Poleň “ na Wikimedia Commons | Hledat fotografie a kategorie ve Wikimedia Commons podle rejstříkového čísla památky | Nahrát snímek k tomuto tématu do úložiště Wikimedia Commons |  |

|  |  | Hledat fotografie a kategorie ve Wikimedia Commons podle rejstříkového čísla památky | Nahrát snímek k tomuto tématu do úložiště Wikimedia Commons |  |

|  |  | Hledat fotografie a kategorie ve Wikimedia Commons podle rejstříkového čísla památky | Nahrát snímek k tomuto tématu do úložiště Wikimedia Commons |  |

|  | Kategorie „Chapel of Saint Salvator (Poleň) “ na Wikimedia Commons | Hledat fotografie a kategorie ve Wikimedia Commons podle rejstříkového čísla památky | Nahrát snímek k tomuto tématu do úložiště Wikimedia Commons |  |

## Poleňka
| Památka                         | Fotografie        | Rejstříkové číslo v ÚSKP                                                             | Sídelní útvar                                               | Poloha                                               | Popis a poznámky |
| ------------------------------- | ----------------- | ------------------------------------------------------------------------------------ | ----------------------------------------------------------- | ---------------------------------------------------- | --- |
| Usedlost čp. 4 a 17 (Q30804680) | \| \| \| \| \| \| | 26730/4-3254 Pam. katalog MIS                                                        | Poleňka                                                     | Poleňka 4 a 17 49°25′57,9″ s. š., 13°10′55,69″ v. d. | Venkovská usedlost. Usedlost z počátku 19. století tvoří obytné stavení s barokizujícím šítem a protilehlá zděná patrová sýpka ve štítové orientaci. Za obytným stavením patrový bedněný seník, dvůr uzavírá zděná stodola (její památková ochrana v březnu 2014 zrušena). Obytné stavení nevhodně adaptováno. - obytné stavení čp. 4 - bývalá sýpka čp. 17 - seník Památkově chráněno od 26. března 1964. |
|                                 |                   | Hledat fotografie a kategorie ve Wikimedia Commons podle rejstříkového čísla památky | Nahrát snímek k tomuto tématu do úložiště Wikimedia Commons |                                                      | |

## Pušperk
| Památka                    | Fotografie                                | Rejstříkové číslo v ÚSKP                                                             | Sídelní útvar                                               | Poloha                                                                           | Popis a poznámky |
| -------------------------- | ----------------------------------------- | ------------------------------------------------------------------------------------ | ----------------------------------------------------------- | -------------------------------------------------------------------------------- | --- |
| Hrádek Pušperk (Q12047668) | \| \| \| \| \| \|                         | 45525/4-3252 Pam. katalog MIS                                                        | Pušperk                                                     | 4,5 km severozápadně od Poleně, st. 1, pp. 218/1 49°26′6″ s. š., 13°9′1,5″ v. d. | Hrádek Pušperk, zřícenina. Pozůstatky hradu s mohutným opevněním a příkopem ve výrazné krajinné poloze. Založen po polovině 13. století, dobyt a pobořen před 1434, obnoven před 1473, toho roku opět pobořen, roku 1600 zřízena kaple sv. Václava, která byla zrušena za josefínských reforem. Hrad byl z jižní, východní a západní strany chráněn příkopem s vyzděnou eskarpou. Před východním příkopem násep s čelní kamennou plentou. Na severozápadní straně průběh a tvar příkopu není zcela jasný, na severní straně nebyl vůbec vyhlouben. Na západní straně zachováno zdivo obvodové hradby spadající do příkopu, za ní na vnitřní ploše relikty budovy z lomového zdiva (zbytky raně novověké kaple, využívající zbytky hradní obytné věže), obdélného půdorysu a orientovaného ve směru jihovýchod–severozápad. Dispozice budovy byla trojdílná, východní část měla polygonální tvar. Lokalita porostlá lesem a křovinami. Památkově chráněno od 26. března 1964. |
|                            | Kategorie „Pušperk “ na Wikimedia Commons | Hledat fotografie a kategorie ve Wikimedia Commons podle rejstříkového čísla památky | Nahrát snímek k tomuto tématu do úložiště Wikimedia Commons |                                                                                  | |